# Andreas Möller (journalist)
Andreas Möller, född den 6 september 1800 i Vänersborg, död den 23 september 1855 i Stockholm, var en svensk journalist och advokat.
Möller blev student vid Lunds universitet 1817, avlade juridisk examen 1825 och blev senare advokat i Stockholm. Möller debuterade som liberal journalist med en versifierad satir, Riksdinéen, eller gourmandernes nationalconvent (1829), vilken följdes av Rikssoupern (1830) och Resedéjeunéen (1830). Han medverkade 1830 vid grundandet av Aftonbladet och tillhörde tidningens redaktion fram till 1833. Möller var en skicklig advokat och hade en omfattande praktik, som han dock under senare år misskötte. Han dog i misär.